# 奥德松·爱德华
奥德松·爱德华（法語：Odsonne Édouard；1998年1月16日—），是一名法國足球运动员，场上司职中锋，目前效力于英超俱樂部水晶宫，并代表法国U-21国家队参加国际比赛。
爱德华在法国俱乐部布比尼的青训中取得了进步后，在2011年7月与法甲班霸巴黎圣日耳曼签约，然后在2016–17赛季被租借至另一支法甲球队图卢兹锻炼。在接下来的一个赛季中，爱德华被租借至苏超豪门凯尔特人，并随队夺得了国内三冠王，然后以永久转会的形式正式加盟这支格拉斯哥球队，打破了队史转会费记录。
爱德华还曾代表过法国青年国家队参加各个青年等级的国际比赛，并且是他们在征战2015年U-17欧锦赛赛事中的关键成员，在以一己之力带领球队夺冠的同时也获得了赛事的金球奖和金靴奖。
艾度亞迪出生在法屬圭亞那的庫魯他有一個姐妹。

## 俱乐部生涯

### 巴黎圣日耳曼

#### 早期生涯
爱德华于1998年1月16日出生在法属圭亚那城市库鲁。2011年，他从业余球队布比尼加盟了巴黎圣日耳曼青训。他第一个重要的成就发生在2013–14赛季，那时他成为了俱乐部U-17梯队的年度最佳射手，在国家U-17锦标赛中出场22次，打进25球。在接下来的一个赛季中，他为U-17梯队在联赛中出场14次，打进22球，并帮助球队夺得了阿尔卡斯杯冠军，个人在杯赛中也出场5次，打进3球。爱德华也曾代表过大巴黎U-19出战，参加了2场青年欧冠、1场冈巴尔德拉杯、以及7场U-19冠军赛的比赛，他个人也打进了7粒进球。在两年内，爱德华在青年俱乐部层面打进了超过60多粒进球，获得了“火箭”以及“神奇的欧德桑”等称号。
在2015–16赛季中，爱德华同时为大巴黎U-19梯队和预备队参加比赛。2016年1月，爱德华赢得了2015年蒂蒂金奖，一项由俱乐部的球迷票选出的赛季最佳青训球员奖。金斯利·科曼以及让·凯文·奥古斯汀等知名足球运动员均获得过这项奖项。巴黎圣日耳曼在这个赛季中同样打进了青年欧冠决赛，但不敌切尔西，屈居亚军。爱德华在本届赛事中打进3球，并送出了3记助攻。
2016年4月27日，爱德华与巴黎圣日耳曼一线队签下了一份职业合同。在2016–17赛季的季前赛中，爱德华被选入巴黎圣日耳曼的国冠杯比赛名单。在此前的比赛中担任替补的爱德华终于在巴黎圣日耳曼4-0完胜莱斯特城的比赛中迎来了机会。他在第79分钟替补登场，在完成了非正式比赛首秀的同时还在第90分钟打进一球，帮助球队赢下了赛季前的最后一场国冠杯比赛。在得到3分后，巴黎圣日耳曼在3场比赛中拿下9分，夺得了北美赛区的国冠杯冠军。

#### 租借至图卢兹
2016年8月8日，爱德华被巴黎圣日耳曼租借至另一支法甲俱乐部图卢兹，为期一个赛季。2016年8月14日，在图卢兹客场0-0战平马赛的比赛中，爱德华在第74分钟替补登场，换下了西拉，完成了图卢兹首秀和法甲首秀。2016年11月19日，在图卢兹主场1-2惜败梅斯的比赛中，爱德华在下半场伤停补时第5分钟为球队攻入了挽回颜面的一球，这也是他在法甲、图卢兹一线队、以及职业生涯中打进的第一粒进球。
2017年3月30日，爱德华被指控在同年2月11日用软气枪向路人开枪，并使其头部受伤。由于这一事件，他受到了警察的审讯，图卢兹也提前终止他与俱乐部的租借合同。在他的租借被俱乐部终止之前，爱德华为一线队出场18次，打进了1粒进球。后来，他的队友卡法洛承认自己才是开枪的那个人。然而，虽然卡法洛后来撤诉，但在6月13日，图卢兹市检察官却要求因爱德华涉嫌此事，将会被罚款6000欧元，并处以4个月的监禁。爱德华声称卡法洛是开枪的那个，而卡法洛却声称开枪时他并不在车内。7月4日，爱德华被图卢兹市惩教法院判处有期徒刑4个月，并需要支付6000欧元的罚款以及2600万欧元的损失费，以补偿耳部受伤的受害者。

### 凯尔特人

#### 从巴黎圣日耳曼外借
2017年8月31日，爱德华租借加盟苏超俱乐部凯尔特人，租期一年。9月8日，在凯尔特人客场4-1大胜汉密尔顿学院的比赛中，爱德华首发登场，完成了凯尔特人首秀，并在比赛中梅开二度，打进了在苏超以及凯尔特人的首粒与次粒进球。在那年的晚些时候，12月2日，凯尔特人在主场凯尔特人公园球场5-1大胜马瑟韦尔，而爱德华在比赛的第16分钟、第33分钟、以及第85分钟时各入一球，完成了职业生涯中的首个帽子戏法。3天后，在凯尔特人主场0-1惜败安德莱赫特的欧冠小组赛中，爱德华在比赛的第74分钟时替补上场，换下了法国同胞穆萨·登贝莱，完成了个人欧冠首秀。
2019年3月11日，在凯尔特人客场3-2击败死敌流浪者的老字号德比中，爱德华在比赛的第69分钟时攻入了制胜一球。4月29日，在凯尔特人与流浪者的第二阶段交手中，爱德华在比赛的第14分钟以及第41分钟时打进两球，帮助球队5-0完胜死敌，并提前锁定了联赛七连冠。在那个赛季中，他最终完成了29次出场，并打进了11粒进球，帮助球队获得了本土三冠王。

#### 永久转会
2018年6月15日，由于爱德华在租借效力凯尔特人期间的优异表现，俱乐部已决定从巴黎圣日耳曼正式买断他。他选择与这支格拉斯哥球队签约4年，凯尔特人官方还表示他的转会费打破了队史记录。此后，多家权威英国媒体表示，爱德华的转会费超过了2000年的萨顿以及2001年的哈特松所创造的600万英镑转会费。他的费用将预计达到800万英镑，成为俱乐部队史标王。在接下来的一个月中，爱德华出现在了2018年金童奖的100人候选名单中，他是其中唯一一位在苏格兰联赛效力的球员。在他本赛季的第一场比赛中，爱德华在上半场补时第1分钟时为凯尔特人先拔头筹，帮助球队在这场欧冠预选赛第一轮第一回合的比赛中3-0完胜亚美尼亚球队阿拉什科特。在预选赛第二轮的首回合中，爱德华延续着自己的神勇状态，在比赛中梅开二度，帮助球队在主场3-1击败挪超球队罗森博格。赛后，球队主教练罗杰斯在接受媒体采访时对他赞不绝口，将他描述为一位“世界级前锋”。
2019年5月25日，在凯尔特人2-1险胜哈茨的苏格兰杯决赛中，爱德华在下半场比赛中梅开二度，帮助球队夺得了“三冠王-三冠王”，创造了历史。这意味着他们连续三年夺得苏超冠军、苏格兰联赛杯冠军、以及苏格兰杯冠军。
2019年11月，爱德华受到了一点轻伤，凯尔特人时任主教练列侬表示这只是一次“小伤病”，并在后来的采访中表示他应该能够出战联赛杯决赛。爱德华是2019–20赛季苏超联赛的金靴奖得主，那个赛季最终因COVID-19疫情的原因被苏格兰足协腰斩。

### 水晶宫
2021年8月31日，爱德华与英超俱乐部水晶宫签订了一份为期四年的合同。

## 国家队生涯
在经历了俱乐部层面中的出色表现后，爱德华被法国U-17国家队主教练让-克劳德·吉蒂尼召入2015年U-17欧锦赛的23人大名单中。法国队在那届赛事中夺得了冠军，打进15球，仅失2球，而爱德华一人在5场比赛中就包揽了这其中的8球，创造了赛事的新纪录。赛事结束后，他本人也获得了官方评选的金球奖以及金靴奖。在法国4-1大胜德国的决赛中，爱德华甚至上演了帽子戏法。

## 生涯数据
最後更新：2021年4月21日
| 俱乐部           | 赛季         | 联赛         | 联赛 | 联赛 | 本土杯赛 | 本土杯赛 | 联赛杯 | 联赛杯 | 欧战 | 欧战 | 合计 | 合计 |
| 俱乐部           | 赛季         | 联赛等级     | 出场 | 进球 | 出场     | 进球     | 出场   | 进球   | 出场 | 进球 | 出场 | 进球 |
| ---------------- | ------------ | ------------ | ---- | ---- | -------- | -------- | ------ | ------ | ---- | ---- | ---- | ---- |
| 图卢兹（外租）   | 2016–17      | 法甲         | 16   | 1    | 0        | 0        | 1      | 0      | 0    | 0    | 17   | 1    |
| 凯尔特人（外租） | 2017–18      | 苏超         | 22   | 9    | 3        | 2        | 1      | 0      | 3    | 0    | 29   | 11   |
| 凯尔特人         | 2018–19      | 苏超         | 32   | 15   | 4        | 3        | 3      | 0      | 13   | 5    | 52   | 23   |
| 凯尔特人         | 2019–20      | 苏超         | 27   | 22   | 4        | 1        | 3      | 0      | 13   | 6    | 47   | 29   |
| 凯尔特人         | 2020–21      | 苏超         | 28   | 16   | 1        | 0        | 1      | 0      | 7    | 4    | 37   | 20   |
| 凯尔特人         | 凯尔特人合计 | 凯尔特人合计 | 87   | 53   | 9        | 4        | 7      | 0      | 33   | 15   | 136  | 72   |
| 生涯合计         | 生涯合计     | 生涯合计     | 125  | 63   | 12       | 6        | 9      | 0      | 36   | 15   | 182  | 84   |

1. ↑  45+1
2. ↑  在欧冠中出场2次；在欧联杯中出场1次
3. ↑  在欧冠中出场5次，打进3球；在欧联杯中出场8次，打进2球
4. ↑  由于COVID-19疫情的影响，2020赛季（英语：2020 Scottish Cup Final）的苏格兰杯决赛以及苏格兰杯半决赛（英语：2019-20 Scottish Cup）分别在2020–21赛季（英语：2020–21 Celtic F.C. season）的10月与12月举行
5. ↑  在欧冠中出场5次，打进2球；在欧联杯中出场8次，打进4球
6. ↑  在欧冠中出场2次，打进1球；在欧联杯中出场3次，打进1球

## 荣誉

### 俱乐部
巴黎圣日耳曼U-19
- U-19（英语：Championnat National U19）法甲冠军：2015–16
- 青年欧冠亚军：2015–16（英语：2015–16 UEFA Youth League）[48]

凯尔特人
- 苏超冠军：2017–18（英语：2017–18 Scottish Premiership）、[29]2018–19（英语：2018–19 Scottish Premiership）、[49]2019–20[50]
- 苏格兰杯冠军：2018–19（英语：2018–19 Scottish Cup）、[51]2019–20[52]
- 苏格兰联赛杯冠军：2018–19（英语：2018–19 Scottish League Cup）、[53]2019–20[54]

水晶宫
- 英格蘭社區盾冠軍：2025[55]

### 国家队
法国U-17
- 欧洲U-17足球锦标赛冠军：2015（英语：2015 UEFA European Under-17 Championship）[46]

### 个人
- 苏格兰FWA足球先生：2019–20[56]
- U-17欧锦赛赛事最佳球员[a]：2015[42]
- U-17欧锦赛金靴奖：2015（英语：2015 UEFA European Under-17 Championship）[43]
- U-17欧锦赛赛事最佳阵容：2015（英语：2015 UEFA European Under-17 Championship）[44]
- 蒂蒂金奖（英语：Titi d'Or）：2015[7]

### 注解
1. ↑  也称赛事金球奖